# Acanthopathes undulata
Acanthopathes undulata är en korallart som först beskrevs av van Pesch 1914.  Acanthopathes undulata ingår i släktet Acanthopathes och familjen Aphanipathidae. Inga underarter finns listade i Catalogue of Life.